# Tichel

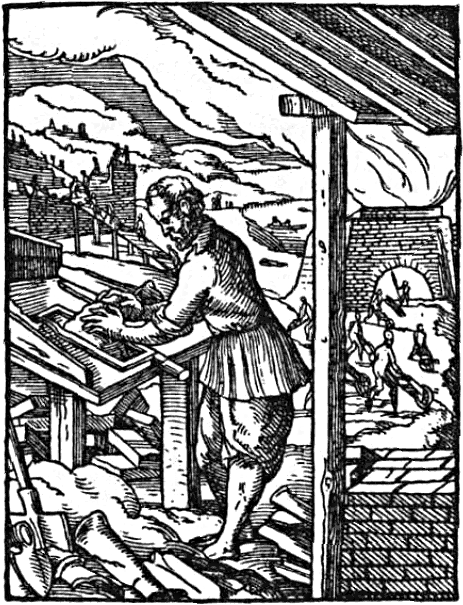
Tichelaar in 1568

Tichel is een oude benaming voor baksteen, hoewel het ook om ongebakken, gedroogde leemsteen kan gaan.
Het woord is verwant aan tegel en het Duitse Ziegel (= baksteen) en afkomstig van het Latijnse tegula (= dakpan).
De familienaam Tichelaar (= steenbakker) is ervan afgeleid. Ook de plaatsnamen Tegelen (ca. 1100: Tieglon) en Tielrode (866: Tigelrodo) verwijzen naar baksteenproductie.

## Aftichellen
In Groningen speekt men nog van afgeticheld land. Dit is land waarvan de bovenste laag is afgegraven ten behoeve van de productie van bakstenen. Het land ligt daardoor zo'n halve meter lager dan zijn omgeving. Dit land wordt, ook vele jaren na het afgraven, nog tichelland genoemd. De plek waar eens de fabriek stond, is soms nog steeds bekend als tichelwerk (= steenfabriek), bijvoorbeeld de Tichelwerkspolder ten zuiden van Bedum.
Een van de kleisoorten uit Noord-Nederland die bijzonder geschikt is om te bakken wordt potklei genoemd (klei om potten van te bakken). Deze grondsoort is voor de landbouw moeilijk  te bewerken, zodat ze vrijwel steeds als weiland is ingericht.

## Niet gebakken
In droge streken, zoals het Midden-Oosten, het oude Mesopotamië bleven tichels vaak ongebakken en werden zij alleen maar in de woestijnzon gedroogd. Ze werden soms wel afgewisseld met rietmatten met bitumen als afdichting, zoals in de ziggoerat van Kurigalzu I. In regenachtige streken voldoet deze bouwmethode niet.